# Jean-Paul Bachy
Jean-Paul Bachy (ur. 30 marca 1947 w Charleville, obecnie część Charleville-Mézières) – francuski polityk, samorządowiec i socjolog, poseł do Parlamentu Europejskiego II kadencji, deputowany krajowy.

## Życiorys
Absolwent Lycée Henri-IV. Kształcił się w zakresie literaturoznawstwa na Sorbonie oraz w stołecznym instytucie nauk społecznych, ukończył następnie Instytut Nauk Politycznych w Paryżu. Od 1970 do 1974 pracował jako badacz w centrum socjologii pracy, następnie przez wiele lat wykładał w Conservatoire national des arts et métiers. 
Zaangażował się w działalność Partii Socjalistycznej. Od 1980 do 1983 pozostawał zastępcą mera Charleville-Mézières. W 1984 wybrany posłem do Parlamentu Europejskiego, w którym przystąpił do frakcji socjalistycznej. Z Europarlamentu odszedł w czerwcu 1988, obejmując mandat w Zgromadzeniu Narodowym (do 1993). Od 1986 radny, a od 2004 do 2015 przewodniczący rady regionu Szampania-Ardeny (zajmował je do likwidacji tej jednostki z końcem 2015). Od 1989 zasiadał w radzie miejskiej Sedan, pełnił funkcję burmistrza miasta (1995–2004) oraz szefa związku międzygminnego. W 2007 wykluczony z Partii Socjalistycznej za kandydowanie w kontrze do oficjalnej nominatki partii, pozostał jednak nieformalnym współpracownikiem ugrupowania. W 2008 ubiegał się o mandat senatora.